# Hedera rhombea
Hedera rhombea, también llamada hiedra japonesa o Songak, es una especie perteneciente al género Hedera) nativa de la costa de Asia oriental y algunas islas del sudeste asiático. Suele encontrarse en Japón, Corea del Sur, Corea del Norte, las islas entre Corea y Japón, la costa de China y la isla de Taiwán. Vive en las laderas de roca, suelos, troncos de árboles, especialmente en bosques laurifolios, un tipo de bosque nuboso. 

## Descripción
Es un arbusto de hoja perenne de hábito trepador, crece hasta 10 m de altura, donde las superficies adecuadas (árboles, acantilados, paredes) estén disponibles, o cubre el suelo en caso de no haber superficies verticales. Trepa por medio de raíces aéreas que se adhieren a los elementos cercanos. 
Tallos de color verde oscuro y hojas son de color verde medio, en forma de diamante romboidal -de ahí su epíteto en latín: rhombea- con pecíolos de color verde oscuro brillante de entre 4 a 11 cm de largo. Inflorescencias agrupadas en umbelas terminales. Las flores son bisexuales, pequeñas (4-5 mm de diámetro), de color amarillo verdoso. Sus frutos tienen forma redonda, de color negro al madurar.  

## Usos
Se cultiva como ornamental en jardines y se utiliza en arreglos florales. También tiene uso medicinal.

## Propiedades
En Japón, esta planta es usada para tratar el sangrado nasal.
Resulta de interés farmacéutico el hecho de que la planta contiene compuestos que están muy extendidos en el género Hedera: un triterpenoide monodesmosídico, la saponina a-hederina. Esta saponina protege los linfocitos cultivados in vitro contra la mutación causada por la doxorrubicina, así como inhibe el crecimiento de células de melanoma B16 de ratón y fibroblastos 3T3 no cancerosos de ratón cultivados in vitro. También modifica el contenido celular y la membrana celular de Candida albicans después de 24 horas de exposición.

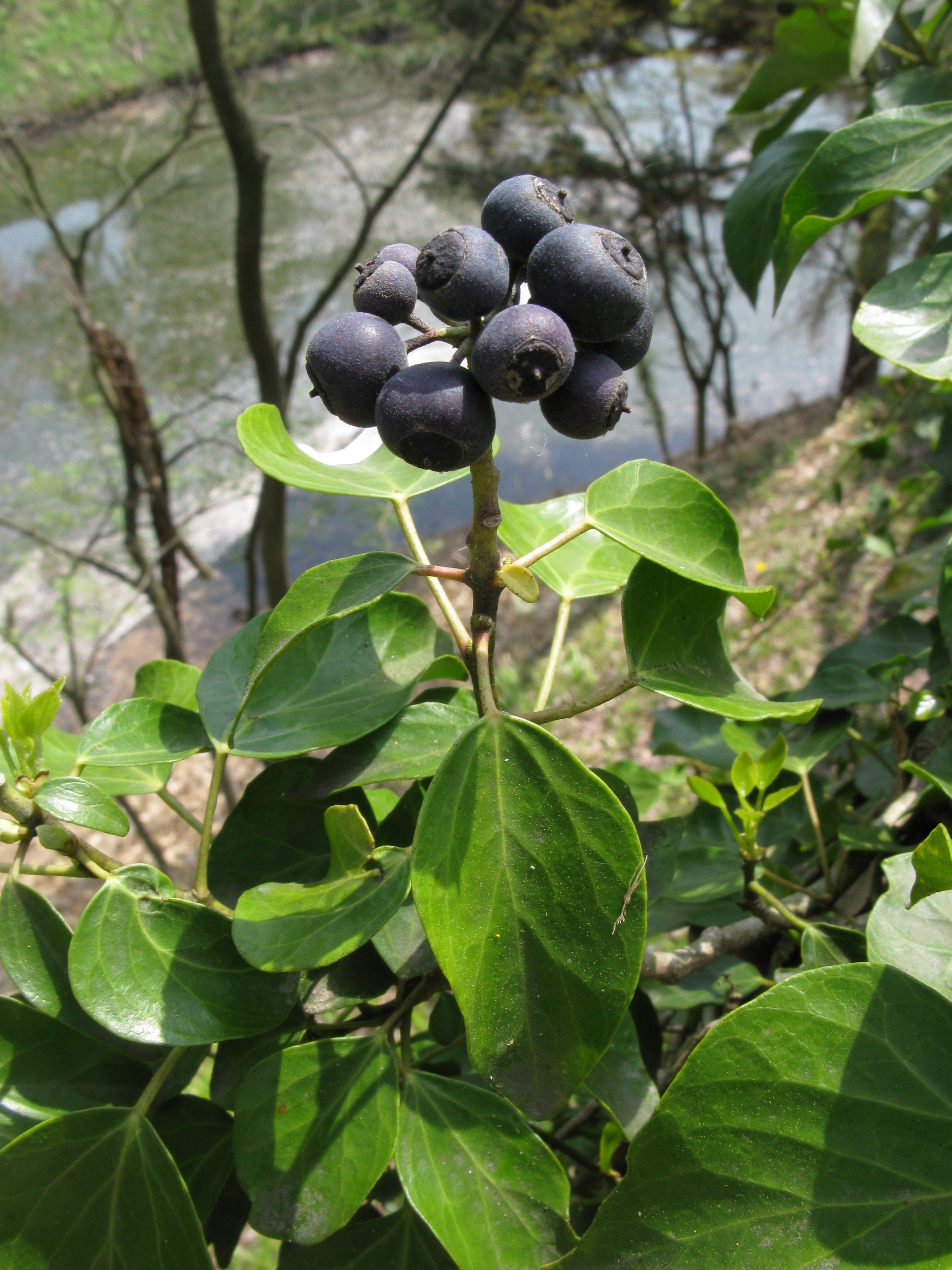
Fruto.

## Taxonomía
Hedera rhombea fue descrita por Siebold & Zucc. en 1843.

### Etimología

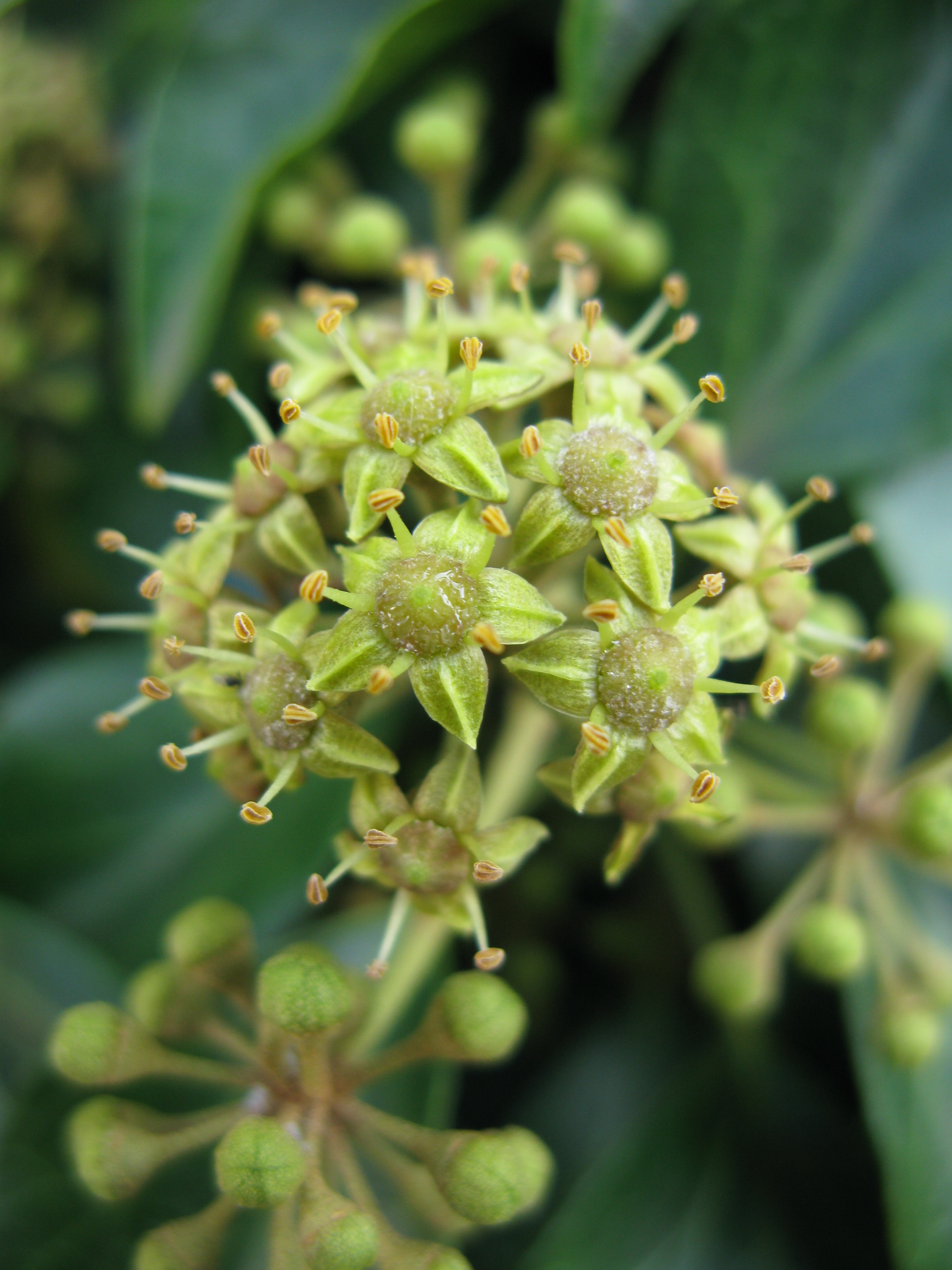
Inflorescencia. Región de Aizu, Prefectura de Fukushima.

Hedera: nombre genérico dado a la hiedra.
rhombea: epíteto del griego ῥόμβος (rhombos): rombo.

### Citogenética
Número de cromosomas de la Hedera rhombea es de 2n=48

### Sinonimia
Hedera Helix var. rhombea
Anteriormente fue llamada Hedera pedunculata. Existe la posibilidad de que algunas de sus subespecies puedan clasificarse como especies distintas. 

### Variedades
- Hedera rhombea var. formosana (Nakai) Li: Se encuentra distribuida principalmente en Taiwán
- Hedera rhombea var. rhombea (Miq.) Bean: Se encuentra distribuida principalmente en Japón y Corea.